# Rodrigo Cortés Giráldez
Rodrigo Cortés Giráldez (Pazos Hermos, Ourense, 31 de maig de 1973) és un director, actor, productor i guionista espanyol. Des de jove està vinculat a la ciutat de Salamanca.

## Carrera cinematogràfica
Als 16 anys va realitzar el seu primer curtmetratge, El descomedido i espantoso caso del victimario de Salamanca, en format súper 8, al que posteriorment seguiria Siete escenas de la vida de un insecto, rodat en blanc i negre i basat en el llibre La metamorfosi de Franz Kafka. Al començament de 1998, Sogetel i Javelina Records ho van reclamar per rodar el videoclip de la cançó Sick of you del grup Onion, per a la pel·lícula Obre els ulls d'Alejandro Amenábar.
El juliol del 1998 va realitzar el curtmetratge Yul, treball que el va donar a conèixer en l'àmbit cinematogràfic, obtenint gairebé 20 guardons a Espanya. El 2001 estrena el curtmetratge 15 dies, que li valdria una nominació als Premis Goya com a millor curtmetratge i que en menys de dos anys aconseguiria més de 50 guardons en reconeixements nacionals i internacionals, convertint-se en un dels curtmetratges més laureats en la història del cinema espanyol. Va ser guardonat amb l'Universal Studios Award, que el va portar durant dues setmanes als Estudis Universal de Los Angeles per a realitzar un Filmmàster.
En la primavera de 2001 és seleccionat per TVE i la productora Filmart per participar en la primera edició a Espanya de la pel·lícula Los diminutos del calvario. A finals de l'any 2003, per petició d'Universal Music, va realitzar el videoclip del tema Travesura, del músic de chill out José Luis Alzines.
En 2007 va realitzar el seu primer llargmetratge, Concursante, que va rebre el premi de la crítica en el Festival de Màlaga d'aquest mateix any. i una nominació als Premis Goya 2008. Al setembre de 2010 va estrenar Buried, pel·lícula que el catapultà a la fama, protagonitzada per Ryan Reynolds. La cinta va ser qualificada com «una pel·lícula de terror amb deliris de grandesa» per The New York Times i com «un enginyós exercici de tensió sostinguda que faria que Alfred Hitchcock es remogués en la seva tomba» pel setmanari Variety. El film va obtenir el premi de la crítica en el Festival de Deauville i el premi a la millor pel·lícula en L'Etrange Festival dies abans de la seva estrena.
En 2012 es va estrenar la seva darrera pel·lícula, Llums vermells, del gènere thriller, protagonitzada per Sigourney Weaver, Robert De Niro i Cillian Murphy i que se centra en la figura d'una parapsicóloga que intenta desacreditar a un prestigiós vident que ha tornat a la fama després de 30 anys.

## Filmografia
A continuació es presenta una llista, per apartats de la filmografia, segons si treballà com a director, productor, guionista, actor, compositor o editor:

### Com a director
- 1998: Yul (c).
- 2000: 15 dies (c).
- 2002: Els 150 metres de Callao (c).
- 2002: Dins (c).
- 2007: Concursante.
- 2007: Dirt Devil (c).
- 2010: Buried (Enterrat), Meliés d'Or en el Festival de Cinema de Sitges de 2010.[26]
- 2012: Llums vermells.
- 2021: L'amor en el seu lloc
- 2024: Escape

### Com a productor
- 1998: Yul (c).
- 2000: 15 dies (c).
- 2002: Els 150 metres de Callao (c).
- 2007: Dirt Devil (c).
- 2010: Buried (Enterrat).
- 2011: Emergo.[27]
- 2012: Llums vermells.
- 2013: Grand Piano.

### Com a guionista
- 1998: Yul (c).
- 2000: La llei de Murphy (c), supervisor de diàlegs.
- 2000: 15 dies (c).
- 2001: Diminuts del calvari (c).
- 2002: Els 150 metres de Callao (c).
- 2002: Dins (c).
- 2003: Interruptus (c), supervisor de diàlegs.
- 2007: Concursant.
- 2007: Dirt Devil (c).
- 2007: Impàvid (c), supervisor de diàlegs.
- 2010: Alone (c), idea original.
- 2011: Emergo.
- 2012: Llums vermells.

### Com a actor
- 1998: Yul (c).
- 2000: La llei de Murphy (c).
- 2000: 15 dies (c).
- 2002: Els 150 metres de Callao (c).
- 2003: Interruptus (c).
- 2007: Dirt Devil (c).

### Com a compositor
- 2000: 15 dies (c).
- 2002: Dins (c).

### Com a editor
- 1998: Yul (c).
- 2000: 15 dies (c).
- 2002: Els 150 metres de Callao (c).
- 2002: Dins (c).
- 2003: Interruptus (c).
- 2006: Forest in the desert(c).
- 2007: Concursant.
- 2007: Dirt Devil (c).
- 2007: Impàvid (c).
- 2010: Buried (Enterrat).
- 2011: Emergo.
- 2012: Red Lights.